# Корде, Василий Константинович
Василий Константинович Корде вариант написания фамилии Кордэ (1873—1944) — присяжный поверенный, депутат Государственной думы II созыва от Таврической губернии.

## Биография
Дворянин. Выпускник юридического факультета Новороссийского университета. В момент выборов являлся помощником присяжного поверенного в Евпатории Таврической губернии, имел чин коллежского асессора.
7 февраля 1907 избран в Государственную думу II созыва от общего состава выборщиков Таврического губернского избирательного собрания. В Думе вошёл в состав Конституционно-демократической фракции. Состоял в думской Финансовой комиссии.
Позднее присяжный поверенный. В 1909 году стал членом общества для содействия внешкольному образованию в городе Евпатории. Глава евпаторийского Общество курортного благоустройства. В 1912 году инициатор выпуска справочной книги под названием «Целительные силы курорта Евпатории». Осенью 1917 года участвовал в выборах в Учредительное собрание, баллотируясь по кадетскому партийному списку, но избран не был.
Детально последующая судьба неизвестна.
Скончался до 16 февраля 1944 года (некролог в газете «Голос Крыма»).

## Семья
- Сын — Владимир, учился в одном классе с Ильёй Сельвинским[3][6].

### Рекомендуемые источники
- В. К. Кордэ [некролог] // Голос Крыма. 16 февраля 1944 г.

### Архивы
- Российский государственный исторический архив. Фонд 1278. Опись 1 (2-й созыв). Дело 208; Дело 553. Лист 8, 9.